# Di maggio si dorme per assaggio
Di maggio si dorme per assaggio è un proverbio popolare a sfondo laico, dato che si occupa delle abitudini indotte dalle caratteristiche meteo del mese di maggio e dalle esigenze dell'agricoltura, considerando che questo è il periodo del primo caldo, e soprattutto del gran lavoro agricolo.

## Maggio ed il sonno
I lavori della terra certamente necessitano più impegno di quello che il mite tempo di maggio indurrebbe negli uomini. Il "Calendario dei contadini" di fine XVIII secolo ci ricorda una serie di impegni, che allora dovevano essere eseguiti manualmente: la semina di vari tipi, la tosatura degli ovini, la zappatura delle vigne ed il taglio dei filari delle viti.